# Reinhart Hummel
Reinhart Hummel (* 26. Januar 1930 in Halle; † 9. Februar 2007 in Stuttgart) war ein deutscher Theologe, langjähriger Leiter der Evangelischen Zentralstelle für Weltanschauungsfragen und Autor zahlreicher Bücher über neureligiöse Gemeinschaften.

## Leben
Er studierte Evangelische Theologie in Kiel, Tübingen, Basel und Heidelberg und promovierte 1961 in Kiel bei Eduard Lohse. Danach trat er eine Pfarrstelle in Schleswig-Holstein an. Von 1966 bis 1973 leitete er das lutherische theologische College in Orissa. Zurück in Deutschland erhielt er an der Universität Heidelberg einen Forschungsauftrag über indische Gurubewegungen im Westen und habilitierte sich dort 1979 mit der Arbeit Indische religiöse Bewegungen im Westen.
Von 1981 bis 1995 war er Direktor der Evangelischen Zentralstelle für Weltanschauungsfragen (EZW). In seiner Arbeit widersprach er der Bezeichnung und dem Erklärungsmodell „Jugendreligion“ für neureligiöse Gemeinschaften, wie es etwa von Friedrich Wilhelm Haack popularisiert wurde. Der umstrittenen Benutzung des Begriffs „Sekte“ widersprach er zuerst gänzlich; in seinen späteren Arbeiten erkannte er die Berechtigung des Begriffs bei differenzierter Benutzung an.
Beachtung und auch Widerspruch fand seine These, dass sich einige der von der EZW beobachteten Gruppen sowohl in der Gesellschaft als auch im interreligiösen Dialog „positiv“ entwickelt hätten, das heißt, das ursprünglich gesehene Konfliktpotential abgebaut hätten. Diese Einschätzung würde insbesondere auf die Zeugen Jehovas, die Vereinigungskirche und die ISKCON zutreffen. Die Vereinigungskirche steht seinem Urteil jedoch immer noch sehr kritisch gegenüber.

## Werke
- Die Auseinandersetzung zwischen Kirche und Judentum im Matthäusevangelium (= überarbeitete Dissertation). Kaiser (Beiträge zur evangelischen Theologie 33), München 1963
- Indische Mission und neue Frömmigkeit im Westen. Religiöse Bewegungen in westlichen Kulturen (= überarbeitete Habilitationsschrift). Kohlhammer, Stuttgart 1980
- Gurus in Ost und West. Hintergründe, Erfahrungen, Kriterien. Quell, Stuttgart 1984
- Reinkarnation. Weltbilder des Reinkarnationsglaubens und das Christentum. Quell/Grünewald, Stuttgart/Mainz 1988
- Religiöser Pluralismus oder christliches Abendland? Herausforderung an Kirche und Gesellschaft. Wissenschaftliche Buchgesellschaft, Darmstadt 1994
- Gurus, Meister, Scharlatane. Zwischen Faszination und Gefahr. Herder, Freiburg 1996
- Vereinigungskirche. Die „Moon-Sekte“ im Wandel. Bahn, Neukirchen-Vluyn 1998